# Робърт Кийосаки
Робърт Кийосаки (на английски: Robert Kiyosaki) е американски предприемач, инвеститор, мотивационен говорител и писател на бестселъри в жанра мотивационна литература.

## Биография и творчество
Робърт Кийосаки е роден на 8 април 1947 г. в Хило, Хавай, САЩ. Има японско потекло и трима братя и сестри. Баща му е учител. Завършва гимназия в Хавай и през 1965 г. се записва в Търговска морска академия, Кингс Пойнт, щат Ню Йорк. След завършването си през 1969 г. работи като помощник капитан на танкерни кораби в „Стандарт ойл“. След по-малко от година по собствено желание се записва като доброволец във войната с Виетнам. Около две години е на военно обучение и прекарва година във Виетнам, като пилот на боен хеликоптер. Удостоен е с медал за храброст.
През 1974 г. започва работа като търговец в „Ксерокс“ в столицата на Хавай, а през 1977 г. започва собствен бизнес – произвежда портфейли от найлон и велкро за сърфисти. След фалита ѝ през 1980 г. заради ниско качество започва бизнес с маркови тениски, до 1985 г., когато продава фирмата.
През 1981 г. се развежда с първата си жена Джанет. През ноември 1986 г. се жени за Ким Майер в Ла Хоя, Калифорния.
От 1985 г. създава международна компания за образование и бизнес инвестиции, и заедно с жена си организират образователни курсове – обучения по инвестиране и повишаване на финансовата интелигентност. През 1994 г. продава компанията и се насочва към стратегически инвестиции в недвижими имоти, които му донасят значително богатство.
През 1996 г. с жена си създават образователна игра Cashflow по подобие на „Монополи“. През 2002 г. купува сребърна мина в Южна Америка и поема контрола над златна минна компания в Китай.
През 1992 г. е публикувана първата му книга If You Want to Be Rich & Happy.
Международен успех постига с книгата си „Богат татко, беден татко: Уроците за парите, на които богатите учат децата си, а бедните и средната класа – не!“ от поредицата „Уроците на богатия татко“ в съавторство с Шарън Лехтър.
Книгите на писателя се отличават с достъпен, обикновен език, и носят информация и поука, както в областта на финансите, така и за обичайния живот. За тях той казва, че те не са наръчници за богатство, а мотивация за постигане на богатство.
Робърт Кийосаки живее със семейството си от 1994 г. във Финикс, Аризона.

## Произведения
- If You Want to Be Rich & Happy: Don't Go to School?: Ensuring Lifetime Security for Yourself and Your Children (1992).
- Rich Dad Poor Dad – What the Rich Teach Their Kids About Money – That the Poor and Middle Class Do Not! (1997) 
Богат татко, беден татко: Уроците за парите, на които богатите учат децата си, а бедните и средната класа – не!, изд.: „Анхира“, София (2002), прев. Красимира Матева
- Cashflow Quadrant: Rich Dad's Guide to Financial Freedom (2000) 
Четирите потока на парите: Пътеводител към финансова свобода, изд.: „Анхира“, София (2002), прев. Красимира Матева
- Rich Dad's Guide to Investing: What the Rich Invest in, That the Poor and the Middle Class Do Not! (2000) 
Наръчник по инвестиране на богатия татко: В какво инвестират богатите, а бедните и средната класа – не!, изд.: „Анхира“, София (2003), прев. Красимира Матева
- The Business School for People Who Like Helping People (March 2001)
Бизнес школа за хора, които обичат да помагат на другите: Осемте скрити ценности на мрежовия маркетинг освен явната – правене на пари, изд.: „Анхира“, София (2002), прев. Красимира Матева
- Rich Dad's Rich Kid, Smart Kid: Giving Your Children a Financial Headstart (2001)
- Rich Dad's Retire Young, Retire Rich (2002)
Пенсионирайте се млади, пенсионирайте се богати: Как да забогатеете и да останете богати завинаги, изд.: „Анхира“, София (2002), прев. Красимира Матева
- Rich Dad's Prophecy: Why the Biggest Stock Market Crash in History Is Still Coming… and How You Can Prepare Yourself and Profit from It! (2002)
Пророчеството на богатия татко, изд.: „Анхира“, София (2005), прев. Красимира Матева
- Rich Dad's The Business School: For People Who Like Helping People (2003)
- Rich Dad’s Success Stories (2003)
- You Can Choose to be Rich (2003)
- Rich Dad's Who Took My Money?: Why Slow Investors Lose and Fast Money Wins! (2004)
Кой ми взе парите?: Защо бавните инвеститори губят пари, а бързите – печелят!, изд.: „Анхира“, София (2005), прев. Красимира Матева
- Rich Dad, Poor Dad for Teens: The Secrets About Money – That You Don't Learn in School! (2004)
- Rich Dad's Before You Quit Your Job: 10 Real-Life Lessons Every Entrepreneur Should Know About Building a Multimillion-Dollar Business (2005)
- Rich Dad's Escape from the Rat Race – Comic for children (2005)
- Why We Want You to Be Rich: Two Men, One Message (2006) – с Доналд Тръмп
Защо искаме да сте богат: Двама мъже с едно послание, изд.: „Изток-Запад“, София (2007), прев. Грета Недялкова
- Rich Dad's Increase Your Financial IQ: Get Smarter with Your Money (2008)
- Rich Dad's Conspiracy of the Rich: The 8 New Rules of Money (2009)
- Rich Dad's Rich Brother Rich Sister (2009) – с Еми Кийосаки
- The Real Book of Real Estate: Real Experts. Real Stories. Real Life. (2010)
- An Unfair Advantage: The Power of Financial Education (2011)
- Midas Touch: Why Some Entrepreneurs Get Rich And Why Most Don't (2011) – с Доналд Тръмп
Докосването на Мидас: [защо някои предприемачи забогатяват – и защо повечето не успяват], изд.: „Изток-Запад“, София (2012), прев. Елена Филипова
- Why 'A' Students Work for 'C' Students and Why 'B' Students Work for the Government: Rich Dad's Guide to Financial Education for Parents (2013)
- The Business of the 21st Century (2014) – с Джон Флеминг и Ким Кийосаки
- Second Chance: for Your Money, Your Life and Our World (2015)